# Simon Schöffel
Johann Simon Schöffel (* 22. Oktober 1880 in Nürnberg; † 28. Mai 1959 in Hamburg) war ein deutscher evangelisch-lutherischer Theologe und Landesbischof der Evangelisch-Lutherischen Kirche im Hamburgischen Staate.

## Leben
Der Sohn eines Rechtsbeamten besuchte das Melanchthon-Gymnasium seiner Heimatstadt, wo er die Hochschulreife erwarb. Für das Studium der Evangelischen Theologie immatrikulierte sich Schöffel 1899 an der Universität Erlangen, wo er – mit einem zweisemestrigen Wechsel an die Universität Leipzig – 1903 sein erstes theologisches Examen absolvierte. 1899 wurde er Mitglied der Burschenschaft Bubenruthia Erlangen.
Nach dem Vikariat in Weihenzell und Merkendorf wurde er 1904 Hofkaplan des Fürsten Gustav Ernst zu Erbach-Schönberg und 1906 Katechet in Nürnberg. 1908 bestand er sein zweites theologisches Examen und wurde in Ansbach für die Evangelisch-Lutherische Landeskirche in Bayern rechts des Rheins ordiniert.
Schöffel wurde 1909 vierter Pfarrer an der St.-Salvator-Kirche in Schweinfurt. 1916 rückte er dort in die dritte Pfarrstelle auf, promovierte in Erlangen zum Doktor der Philosophie, erwarb 1918 das Lizentiat der Theologie und wurde 1922 Ehrendoktor der Theologie an der Universität Erlangen.
1921 erhielt Schöffel einen Ruf an die St.-Michaelis-Kirche in Hamburg und trat dieses Amt am 6. April des Folgejahres an. Es war anfangs für ihn nicht leicht, da er als Hauptpastor zunächst eine personenbezogene Gemeinde sammeln musste. Auch hatte sich der lutherisch orientierte Schöffel gegen die in Hamburg existierende Strömung der liberalen Theologie zu behaupten. Seine intensiv vorbereiteten Predigten verschafften ihm alsbald ein breites Echo. Zu seinen Aufgaben gehörten unter anderem Vorlesungen an der Universität Hamburg. 1929 wurde Schöffel Synodalpräsident.
Die Hexenjagd auf Demokraten nach der Aufhebung der Bürgerrechte der Weimarer Verfassung und der Umbildung der hamburgischen Bürgerschaft gemäß Reichstagswahlergebnis 1933 ermutigten antirepublikanische Synodale, Anhänger der nationalsozialistischen Deutschen Christen, und konservative antiliberale Synodale, Anhänger der Jungreformatorischen Bewegung damals geführt von Bernhard Heinrich Forck, sich zu verbünden und das presbyterial-synodale Kirchenregiment zu nutzen, um es aufzuheben. Synodalpräsident Schöffel berief eine außerordentliche Landessynode ein, wo die Mehrheit der Synodalen von Jungreformatorischer Bewegung und Deutschen Christen Karl Horn, amtierender Senior der hamburgischen Kirche, zum Rücktritt zwang.
Mit ihrer Mehrheit beseitigten jungreformatorische und deutschchristliche Synodale am 29. Mai 1933 auf der Landessynode wesentliche Bestimmungen der presbyterial-synodalen Kirchenordnung und ersetzten die gewählte Kirchenleitung aus Senior und Kirchenrat durch das in Hamburg bislang unbekannte Amt eines Landesbischofs, für das Schöffel antrat und in das er gewählt wurde. Dem Landesbischof gestand das Kirchengesetz völlig unprotestantisch hierarchische Führerkompetenzen über Klerus und Kirchenvolk zu, das Führerprinzip ersetzte das bewährte lutherische Kollegialprinzip. Die neue NS-Führung der Hansestadt nahm Schöffel in den Hamburger Staatsrat auf, ein machtloses beratendes Gremium, das die Bürgerschaft ersetzte.
Dieser Putsch verwandelte die hamburgische Kirche unter Schöffels Führung in eine gleichgeschaltete bischöfliche zerstörte Landeskirche.
In der Opposition der hamburgischen Bekennenden Kirche fanden sich später Forck und Theodor Knolle wieder, die 1933 selber als konservative Lutheraner den Putsch in ihrer Landeskirche betrieben hatten. Durch seine intrigierende Art und Weise hatte sich Schöffel auch Gegner bei den Deutschen Christen gemacht, die dafür sorgten, dass er am 1. März 1934 von seinem Bischofsamt zurücktreten musste.  Am 5. März folgte ihm der deutschchristliche Franz Tügel.

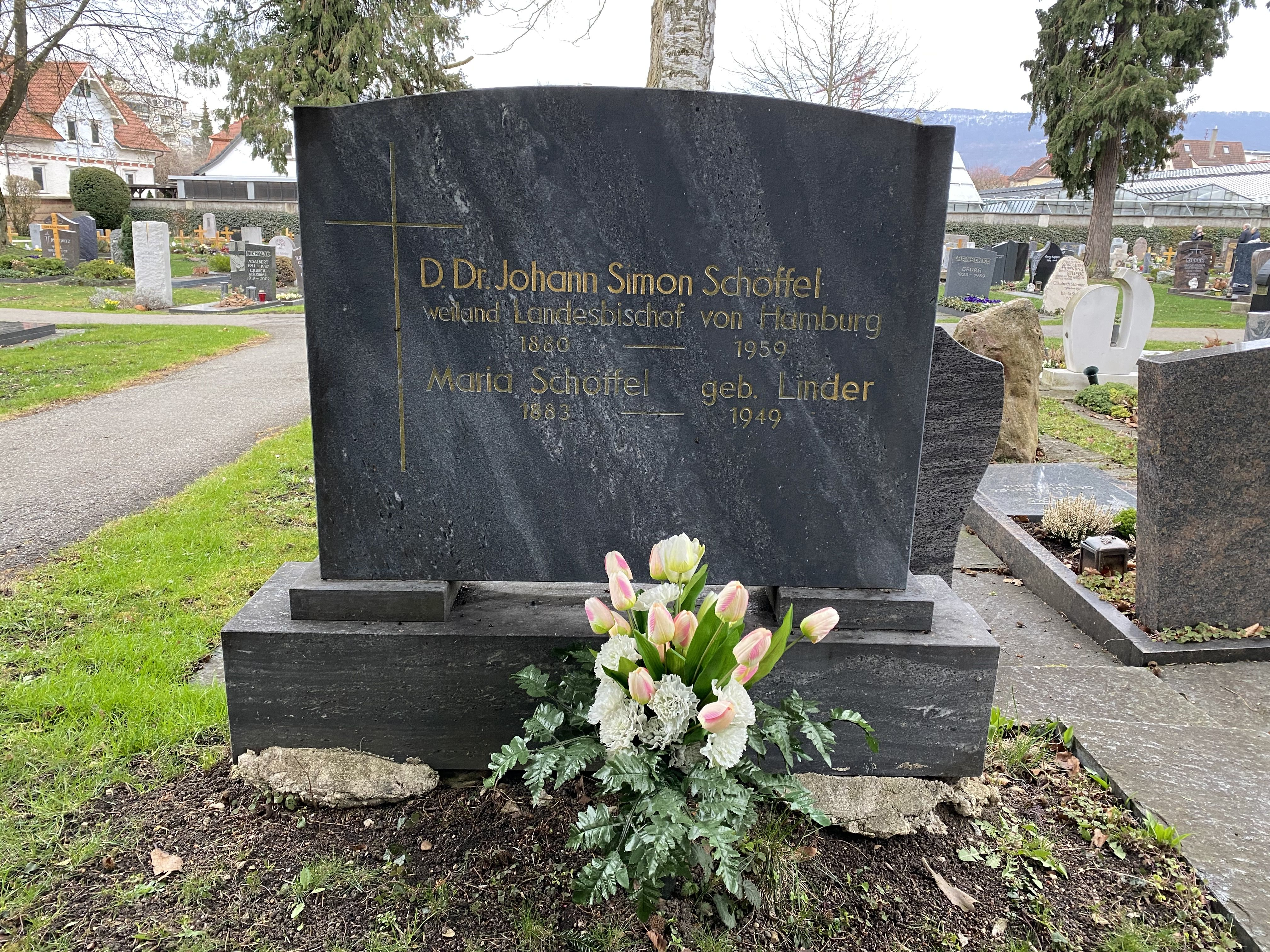
Grabstein Landesbischof Simon Schöffel. Städtischer Friedhof Metzingen

Nach der Kapitulation Hamburgs im Zweiten Weltkrieg am 3. Mai 1945 kam es auch in den Kirchenkreisen wieder zu Veränderungen. Erst auf Drängen der britischen Besatzungsmacht legte Tügel sein Amt nieder. Schöffel, der sich inzwischen als Opfer der Deutschen Christen gerierte und sein Bündnis mit ihnen im Kirchenputsch beschwieg, wurde am 27. Februar 1946 erneut zum Bischof gewählt. 1950 wurde er zum Professor an der kirchlichen Hochschule in Hamburg ernannt. Nach einem leichten Herzinfarkt legte er am 1. Dezember 1954 alle Ämter nieder. Der Hamburger Senat zeichnete Schöffel Anfang 1955 mit der Bürgermeister-Stolten-Medaille aus.

## Wirken
Schöffel, der als Theologe die Position der lutherischen Kirche vertrat, setzte sich für eine erneute Integration der Kirche in den Staat ein. Vor allem auf dem Gebiet der Bildung sah er in der Kirche die geeignete Institution. In der Zeit des Nationalsozialismus trug er die Rassenpolitik des Dritten Reiches mit. Gleichwohl galt er als produktiver theologischer Wissenschaftler und verdienstvoller Seelsorger.
In der Frage des evangelischen Kirchenrechts nahm er allerdings eine an Bibel und Bekenntnis orientierte Haltung ein:
„Recht ist Weganbahnung für den Gang der Offenbarung. Das bedeutet aber sofort auch das Weitere, daß das Recht sich auf Bekenntnis aufbaut; denn Offenbarung weckt Bekenntnis. ... Dieses Bekenntnis zu hüten und zu wecken und zu hören, ist die Aufgabe der Kirche, bald, indem sie das Wort der Offenbarung spricht, aus dem das Bekenntnis erwächst, bald, indem sie selbst, ergriffen vom Worte Gottes, dies Bekenntnis wiederholt. Alles Recht der Kirche rankt sich um dieses Bekenntnis. Wehe dem Kirchenrecht, das daran vorüberginge oder anderen Zielen diente!“

## Verhältnis zum NS-Regime
Schöffel war im Mai 1933 durch ein „Ermächtigungsgesetz“ in das neu geschaffene hierarchische Amt des Landesbischofs der hamburgischen Landeskirche gelangt, welches alle demokratischen Elemente der Kirchenverfassung aufgehoben hatte. Als Generalsuperintendent und stellvertretender Bischof amtierte Theodor Knolle, der jedoch wegen seiner Ablehnung der Verschmelzung der hamburgischen Landeskirche mit der Reichskirche Anfang März 1934 zurücktrat. Schöffel, der am 1. März nach politischem Drängen zurückgetreten war, und Knolle folgte schon am 5. desselben Monats Landesbischof Franz Tügel, der die Generalsuperintendentur dem Bischofsamt zuschlug.
Er begrüßte den Nationalsozialismus nachdrücklich. Im Jahr 1934 sah Schöffel im Dritten Reich den Weg des deutschen Volkes, „der seine schöpferische Anlage verwirklichen soll.“ „Dieser Weg aber ist für uns der Nationalsozialismus.“ Mit einem verwerfenden Rückblick auf die Weimarer Republik erklärte er den Weg des neuen autoritären Regimes als für Lutheraner geradezu zwingend:

„Wenn also der Nationalsozialismus mit sicherem Instinkt den Wahn des Liberalismus zerstört, die Sache der Bourgeoisie ablehnt, die Massen verwirft, den Klassenkampf haßt und offen anerkennt, daß diese Dinge gerichtsreif sind, dann hat er recht, und der Lutheraner wird und muß von hier aus mit ihm gehen. Was uns mit dem Nationalsozialismus verbindet, ist das Innerste, ist das Wissen um das Gericht, das sein muß. Der Lutheraner, ja gerade er muß anerkennen, daß der Weg der letzten Zeit ein Weg zum Verderben war […] Der Nationalsozialismus tut dies Werk, indem er an die Tiefenkräfte des Volkes, wie sie in Blut und Rasse, in Geist und Geschichte des Volkes gegeben sind, pocht und sie wachruft.“

Schöffel merkte weiter an: „Blut einer fremden Lebensgattung in die Blutbahn des Menschen gebracht, vergiftet diesen und überliefert ihn dem Tode“, ein Satz, der nach Rainer Hering unzweideutig im Licht des Rasse-Antisemitismus des propagandistischen Umfelds von 1934 zu deuten ist.

## Nachkriegszeit

### Nachkriegshaltung Schöffels
Nach dem Krieg wieder im Amt des Hamburger Bischofs, vertrat Schöffel Sichtweisen, die seine Rolle und die seiner Kirche im Nationalsozialismus unberücksichtigt ließen. Er versuchte seine eigene Rolle durch Umdatierung des „Ermächtigungsgesetzes“ in der Kirche auf das Jahr 1934 zu verschleiern und erklärte den Liberalismus zum Urheber des Nationalsozialismus.
Schöffel lehnte ein Schuldbekenntnis zu den Verbrechen nach 1933 im Herbst 1945 ausdrücklich ab. In einem Gespräch mit Bischof George Kennedy Allen Bell betonte er dagegen, dass „jetzt auch die Deutschen in Konzentrationslagern gehalten würden, darunter oft die edelsten Persönlichkeiten, ohne besondere Anklage, ohne Verhör, ohne Rechtsbeistand, ohne Gerichtsurteil,“ wie es einst von der Gegenseite gemacht worden sei. Er äußerte sich damit ähnlich wie auch schon Franz Tügel. Diese Haltung entsprach einer generellen Täterorientierung der nordelbischen evangelischen Kirchen nach dem Krieg, die in einem massiven Einsatz der Schleswig-Holsteiner Kirche für den Massenmörder Ernst Biberstein gipfelte.

### Beschäftigungspolitik für „belastete“ Pastoren
Schöffel versuchte generell zu einer relativ zügigen Weiterbeschäftigung von nationalsozialistisch belasteten Pastoren zu kommen und diese im Prozess der Entnazifizierung vor den Alliierten zu schützen. Acht besonders belastete Geistliche wurden „aus Gesundheitsgründen“ in den Ruhestand versetzt und behielten – im Gegensatz zu den liberalen Dissidenten dieser Kirche – alle geistlichen Rechte und wurden sogar noch in die oberste Gehaltsstufe befördert, um die höchstmögliche Pension zu bekommen. Nach nur ein bis zwei Jahren erhielten sie Vertretungsaufgaben und Anfang der fünfziger Jahre auch wieder feste Stellen – die Pensionierungen wurden fast alle rückgängig gemacht. Ausnahme war lediglich der junge radikal deutsch-christliche Oberkirchenrat von 1934 bis 1936, Karl Boll (1898–1991), dessen Wiederbeschäftigung man ebenfalls erwogen hatte und der nun bei voller Pension seinen Ruhestand verbringen konnte. Eine Bestrafung der Betroffenen erfolgte ebenso wenig, wie deren Schuldbekenntnis – sie blieben in vielen Fällen sogar uneinsichtig.

## Veröffentlichungen (Auswahl)
- Die Kirchenhoheit der Reichsstadt Schweinfurt. Ihre Entwicklung im Zeitalter der Reformation bis zu ihrer Sicherstellung im Augsburger Religionsfrieden von 1555. Deichert, Leipzig 1918.
- Noch haben wir eine Kirche! Müller, Halle 1927.
- Christentum und Wirtschaft. Agentur des Rauhen Hauses, Hamburg 1928.
- Hamburg und die Reformation. Eine ideengeschichtliche Untersuchung. Agentur des Rauhen Hauses, Hamburg 1929.
- Kirchengeschichte Hamburgs. Erster Band: Die hamburgische Kirche im Zeichen der Mission und im Glanze der erzbischöflichen Würde. Friedrichsen De Gruyter & Co., Hamburg 1929.
- mit Adolf Köberle: Luthertum und soziale Frage. Deichert, Leipzig 1931.
- Glaube, Recht und Kirche (= Evangelisches Hamburg. Halbmonatsschrift für Niederdeutsches Luthertum. Beiheft 1). Paul Hartung, Hamburg 1935.
- Die Notwendigkeit der kirchlichen Lehre (= Wittenberger Reihe. Heft 2). Ev. Presseverband, Berlin 1936.
- Die Herrlichkeit der Bibel. Agentur des Rauhen Hauses, Hamburg 1937.
- mit Marianne Timm: Aus der Kirchengeschichte Hamburgs. Eine kurze Überschau. Mit 41 Zeichnungen von Siegfried Oelke. Vandenhoeck & Ruprecht, Göttingen 1954 (S. 146–271; Sonderdruck aus: Unser Glaube. Unterrichtswerk für die evangelische Unterweisung, Ausgabe C für Hamburg. 1954)  Nachweis K10plus.
- mit Martin Rang und Marianne Timm: Aus der Geschichte der christlichen Kirche. Aus der Kirchengeschichte Hamburgs (= Unser Glaube. Unterrichtswerk für die evangelische Unterweisung. Ausgabe C für Hamburg. Teil 2). Vandenhoeck & Ruprecht, Göttingen 1954 (Nachweisbar 1954 bis 12. Aufl. 1967 Nachweise K10plus).